# Paramecyna kaszabi
Paramecyna kaszabi är en skalbaggsart som beskrevs av Stefan von Breuning 1967. Paramecyna kaszabi ingår i släktet Paramecyna och familjen långhorningar. Inga underarter finns listade i Catalogue of Life.